# Ушику Дайбуцу
Ушику Дайбуцу (на японски: 牛久大仏; Дайбуцу означава „Голям Буда“) е статуя на Буда Амитабха (яп.: Амида) в Япония, регион Канто, префектура Ибараки, град Ушику (на 50 километра североизточно от Токио).
Висока е 100 метра, а заедно с постамента – 120 м. Тя е най-високата в света бронзова статуя, изобщо най-високата до 2002 г. и на 4-то място по височина в света през 2018 г. (също 100 м, но без постамент, е статуя на богинята Канон в гр. Сендай, Япония).
Разположена е в средата на парка „Ушику Аркадия“. В името му „Аркадия“ е съкращение от английското изписване на сутрата „Святостта и милосърдието на Амида възвисяват и освещават това място“ (Amida’s Radiance and Compassion Actually Developing and Illuminating Area). В миналото тази местност, наричана Йодо Тейен, е място за осъзнаване на себе си по пътя на бодхисатвата Дхармакара, който след продължително самосъзерцание постига там просветление и става буда Амитабха.
Ръцете на Амитабха са в позиция на мудрата витарка: обърнати с дланите към наблюдателя, дясната повдигната, лявата отпусната, като върховете на палеца и показалеца ѝ се допират, а останалите 3 пръста са разтворени. Този жест означава предаването на учението (дхармата) и символизира как Амитабха води своите последователи чрез убеждаване по пътя към просветлението.
Издигната е през 1995 година, за да ознаменува раждането на монаха Шинран, основател на школата Джодо Шиншу в будизма. Отвътре представлява 4-етажна сграда, облицована с 6000 бронзови пластини. Използва се и за музей на будизма. Има асансьор до наблюдателна площадка на височина 85 метра.